# Ole Landmark

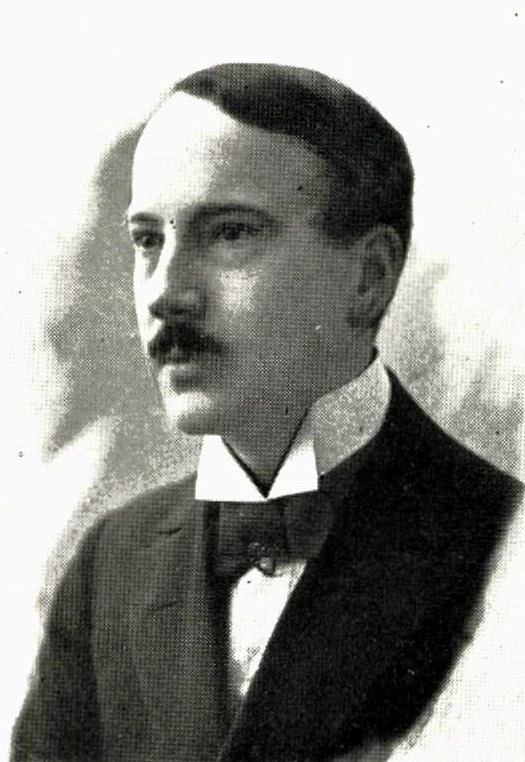
Ole Landmark

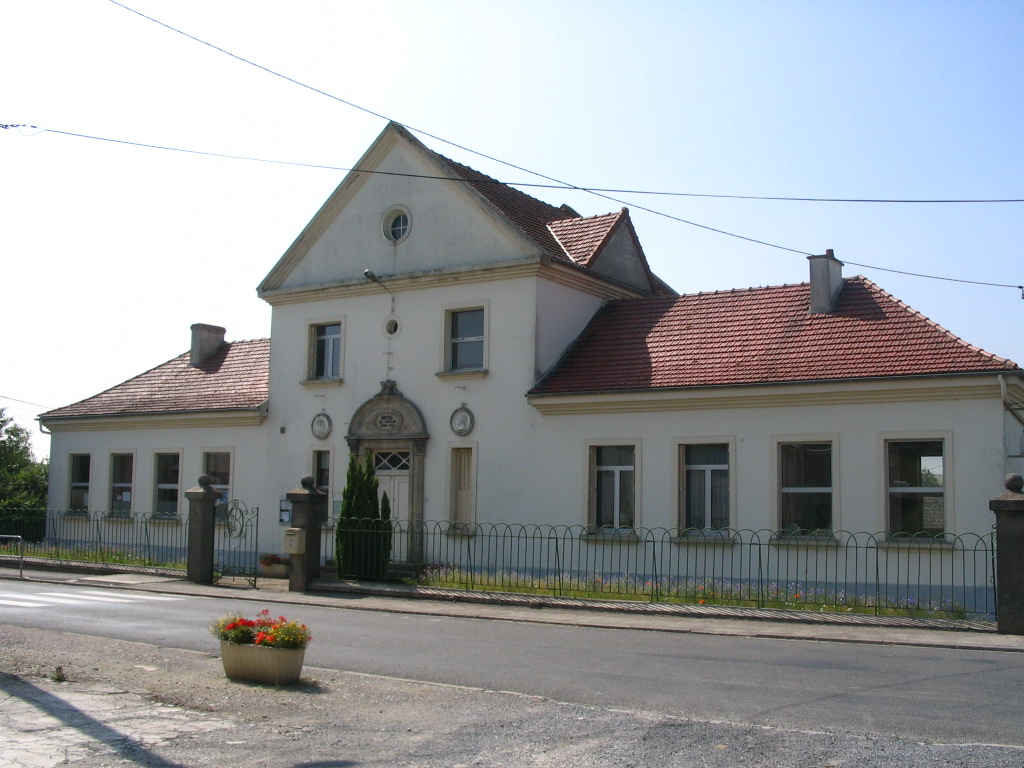
Rådhuset i Bouchavesnes-Bergen.

Ole Døsen Landmark, född 15 juni 1885 i Bergen, död där 7 februari 1970, var en norsk arkitekt. 
Land utexaminerades från Trondheims tekniska läroanstalts arkitektavdelning 1909 och företog senare studieresor i Tyskland och Frankrike. Han ritade en rad privata och offentliga byggnader i Bergen med omgivningar. Han tillhörde den romantiska riktningen inom dåtida norsk arkitektur; hans arbeten anknyter nära till gammalt bergenskt byggnadsskick. Han uppförde bland annat en museibyggnad för Rasmus Meyers samlingar i Bergen (1918–24) och rådhuset i Bouchavesnes-Bergen i Frankrike (1925).